# Richard Baer
Richard Baer (Floß, 9 de setembro de 1911 — 17 de junho de 1963) foi um oficial nazista com a patente de SS-Sturmbannführer (major), comandante do campo de concentração de Auschwitz entre maio de 1944 e fevereiro de 1945. Era membro do Partido Nazista (no. 454991) e das SS (no. 44225).